# Spodoptera frugiperda
 (juin 2018).
Si vous disposez d'ouvrages ou d'articles de référence ou si vous connaissez des sites web de qualité traitant du thème abordé ici, merci de compléter l'article en donnant les références utiles à sa vérifiabilité et en les liant à la section « Notes et références ».
Espèce
Spodoptera frugiperda (le Légionnaire d'automne ou la Noctuelle américaine du maïs) est une espèce de lépidoptères (papillons) de la famille des Noctuidae. Originaire du continent américain, l'espèce s'est implantée sur le continent africain depuis 2016. La chenille, polyphyllophage, est connue pour ses dégâts sur diverses cultures, notamment le maïs (Zea mays), le mil et le sorgho ainsi que sur les cotonniers (Gossypium sp.), posant de grandes difficultés en exploitation.

C'est un ravageur problématique en Amérique tropicale (le Brésil dépense par exemple 600 millions de dollars par an pour lutter contre les chenilles de cette espèce).

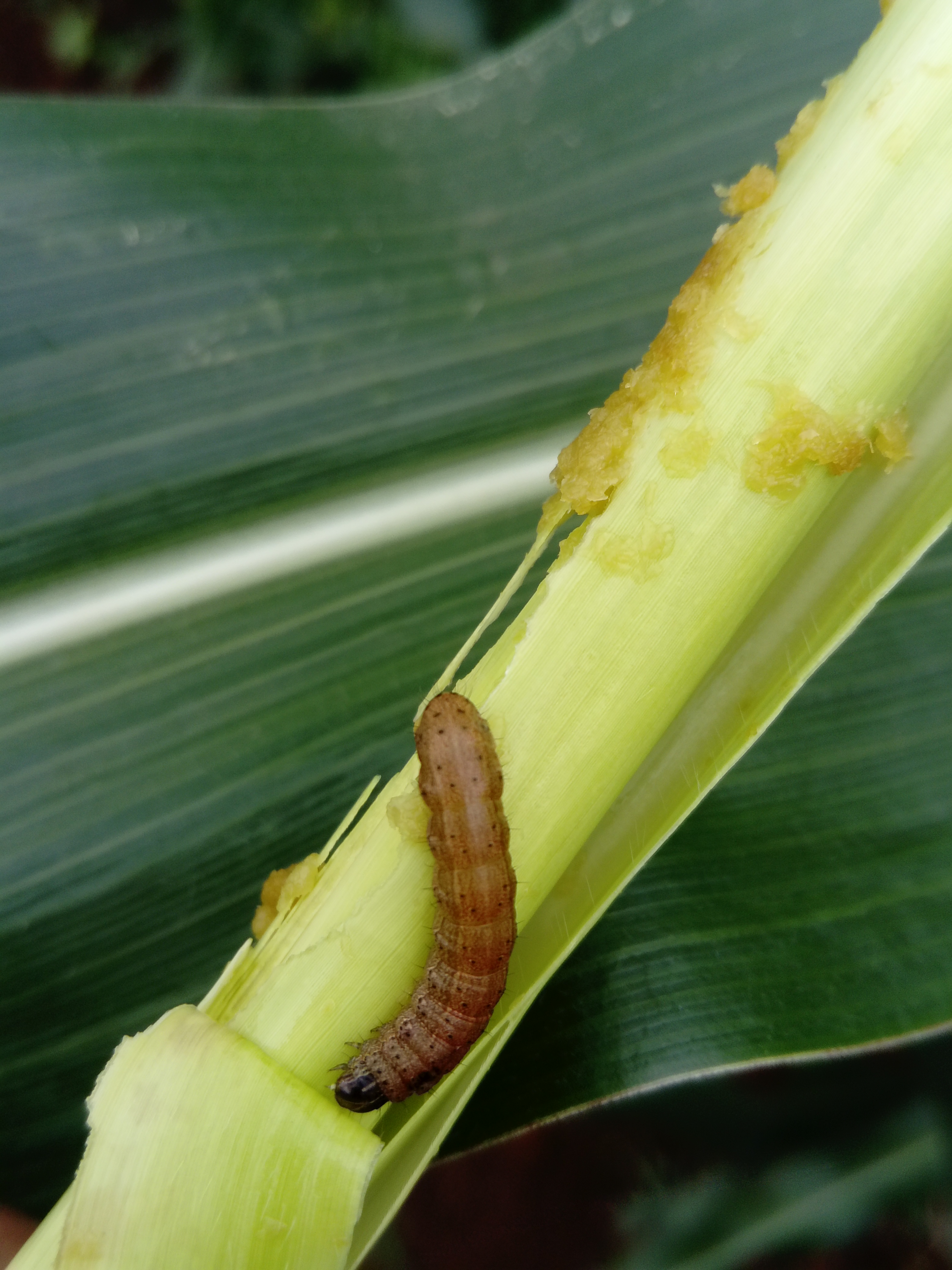
Chenille se développant dans la tige de maïs, ici au Brésil

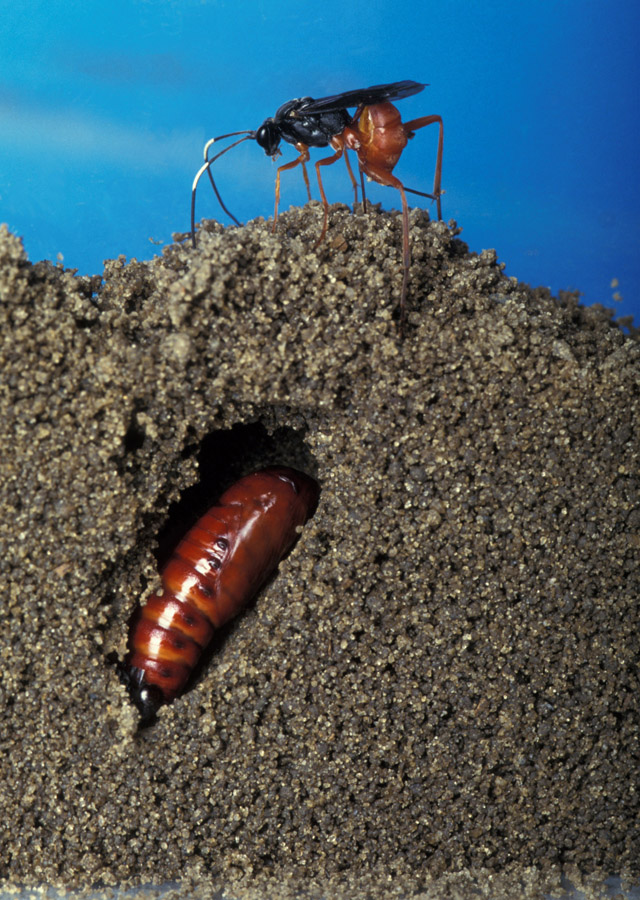
Vue en coupe du tunnel et de la loge d'une chrysalide détectée par Diapetimorpha introita (Hymenoptèrere Ichneumonidae parasitoïde, qui s'apprête à pondre un œuf dans la larve du papillon; photo : Scott Bauer (USDA)

En 2016, elle est repérée comme une espèce exotique envahissante en Afrique où ses populations se sont rapidement étendues entre janvier 2016 et début 2017 (12 pays touchés dont 7 en 2 mois seulement). En 2018, tous les pays d'Afrique sub-saharienne sont touchés, à l'exception de Djibouti et de l'Érythrée.
En mai, 2018 elle est repérée en Inde, d'abord dans le Karnataka, puis l'Andhra Pradesh, le Tamil Nadu et le Telengana, puis en septembre au Bengale Occidental et au Gujarat .
En janvier 2019 sa présence est confirmée au Yémen, au Bangladesh, au Sri Lanka, en Birmanie, en Thaïlande, et dans le Yunnan en Chine.

## Distribution
L'aire de répartition de Spodoptera frugiperda comprend la quasi-totalité du continent américain, à l'exception de ses régions les plus froides.
L'espèce, adaptée aux régions de climat tropical, est établie au Mexique et dans la partie sud des États-Unis, en Amérique centrale et en Amérique du Sud, de la Colombie à l'Argentine et au Chili, jusqu'à une latitude de 36° Sud. Elle est également présente en fin d'été et en automne dans le nord des États-Unis et dans les provinces méridionales du Canada par suite d'une migration annuelle.

## Espèce invasive en Afrique
L'espèce a été signalée pour la première fois sur le continent africain en 2016, au Nigeria, à Sao Tomé-et-Principe, au Bénin et au Togo. Depuis le début de l'année 2017, sa présence est confirmée au Ghana ainsi qu'en Afrique australe (Afrique du Sud, Malawi, Mozambique, Namibie, Zambie et Zimbabwe). En octobre 2017, sa présence était confirmée en République Démocratique du Congo, au Burundi, Rwanda, Ouganda, Tanzanie, Kenya, Ethiopie, Soudan du Sud, Soudan, République Centrafricaine, Tchad,Cameroun, Ghana, Burkina Faso, Côte d'Ivoire, Guinée, Sierra Leone, Liberia et Gambie. Début 2018 sa présence est confirmée au Sénégal, au Cap-Vert, à Madagascar, au Gabon, au Niger et en Somalie . Espèces repérées et confirmée à L'archipel des Comores en février 2022.
La chenille peut s'attaquer à plus de 100 plantes différentes (dont plantes cultivées). Plus de 290 000 hectares de terres cultivées dans 4 pays africains ont été détruites en quelques mois (surface probablement sous-estimée).

## Statut international
Cette espèce, absente du bassin méditerranéen et d'Europe, est classée comme organisme de quarantaine par l'organisation européenne et méditerranéenne pour la protection des plantes (OEPP).

## Cycle de vie

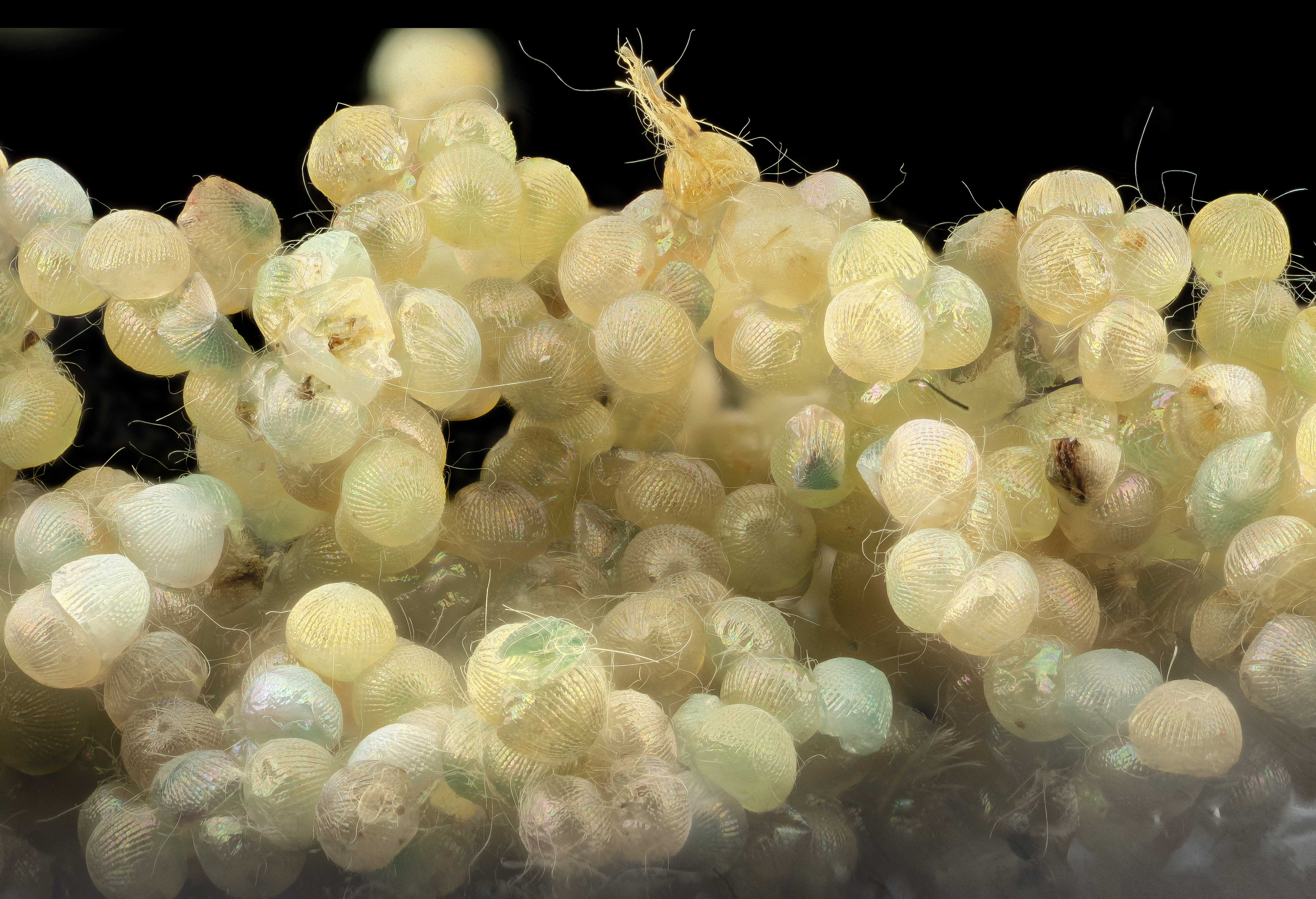
Oeufs de la Noctuelle américaine du maïs

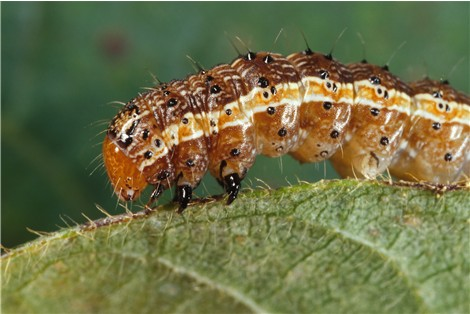
Chenille

### Œufs
Les œufs du genre spodoptera sont particuliers car groupés et recouverts d'écailles, ce qui rend difficile le traitement à ce stade. De même il existe peu d'auxiliaires de l'agriculture à ce stade du développement de l'insecte, car le parasitisme par ponte est lui aussi compliqué.

### Stade larvaire
C'est le stade le plus redouté par les agriculteurs d'Amérique du Sud, étant le stade ravageur. La chenille est bien reconnaissable à sa morphologie caractéristique : d'environ 3 cm de long, de teinte allant de la couleur « café » au jaune, elle présente un ensemble de lignes parallèles brunes du bout de l'abdomen à la tête, dont deux se réunissant sur la tête forment un Y caractéristique.

## Utilisation dans la recherche
Les cellules de Spodoptera frugiperda sont couramment utilisées dans l'expression de protéines recombinantes grâce à des virus spécifiques des insectes nommés baculovirus.

## Moyens de lutte en Afrique
Une réunion d'urgence s'est tenue en 2017 sous l'égide du bureau régional de la FAO en Afrique à Harare (Zimbabwe) pour  coordonner les réponses de 16 pays qui sont convenus de plans d'urgence visant à renforcer la capacité de ces régions à gérer les ravageurs des cultures, contre cette espèce, mais aussi contre d'autres nouveaux parasites envahissants.
Parallèlement, la recherche tente de mieux comprendre le comportement de cet organisme quand il devient nuisible dans de nouveaux environnements, ainsi que sa sensibilité aux insecticides.